# Lycopodium lawessonianum
Lycopodium lawessonianum är en lummerväxtart som beskrevs av B. Øllg. Lycopodium lawessonianum ingår i släktet lumrar, och familjen lummerväxter. Inga underarter finns listade i Catalogue of Life.